# 門田貝塚
座標: 北緯34度40分0.4秒 東経134度5分40.7秒 / 北緯34.666778度 東経134.094639度

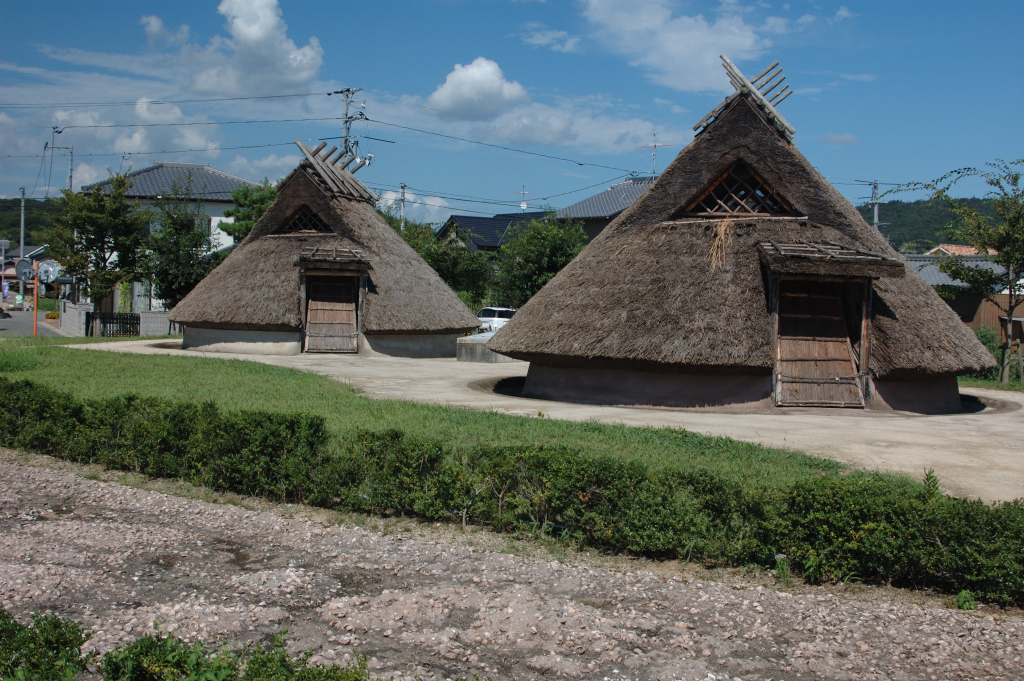
門田貝塚史跡公園復元竪穴建物

門田貝塚（かどたかいづか）は、岡山県瀬戸内市にある弥生時代から鎌倉時代までの大規模な複合遺跡であり、特に弥生時代の貝塚を伴う集落遺跡。1985年（昭和60年）3月6日に国の史跡に指定された。

## 概要
本貝塚は、吉井川東岸に位置し、吉井川の形成した自然堤防上にある。1933年（昭和8年）地元の郷土史家・長瀬薫により確認された。1950年（昭和25年）以来、研究者による発掘調査が行われていた。1962年（昭和37年）より邑久町教育委員会による調査が行われ、1966年（昭和41年）には岡山県教育委員会による発掘調査が行われた。
1982年（昭和57年）資料整備や遺跡範囲の確認のため県の発掘調査が実施され、弥生時代前期から中世にかけての大規模な複合遺跡であることが判明した。また、弥生時代前期の貝塚を伴う集落遺跡であることも判った。
最初の発見者である長瀬薫は1936年（昭和11年）に邑久考古館を開き出土品を展示していた。邑久考古館の展示品、発掘調査による出土品は、瀬戸内市立邑久郷土資料館に収蔵・展示されていたが、現在は閉館している。遺跡は1985年（昭和60年）国の史跡に指定された。
1998年（平成10年）門田貝塚史跡公園として整備され弥生時代の竪穴建物が2軒復元された。その際に邑久町教育委員会による『史跡門田貝塚環境整備事業報告書』が刊行されている。

## 歴史

### 弥生時代

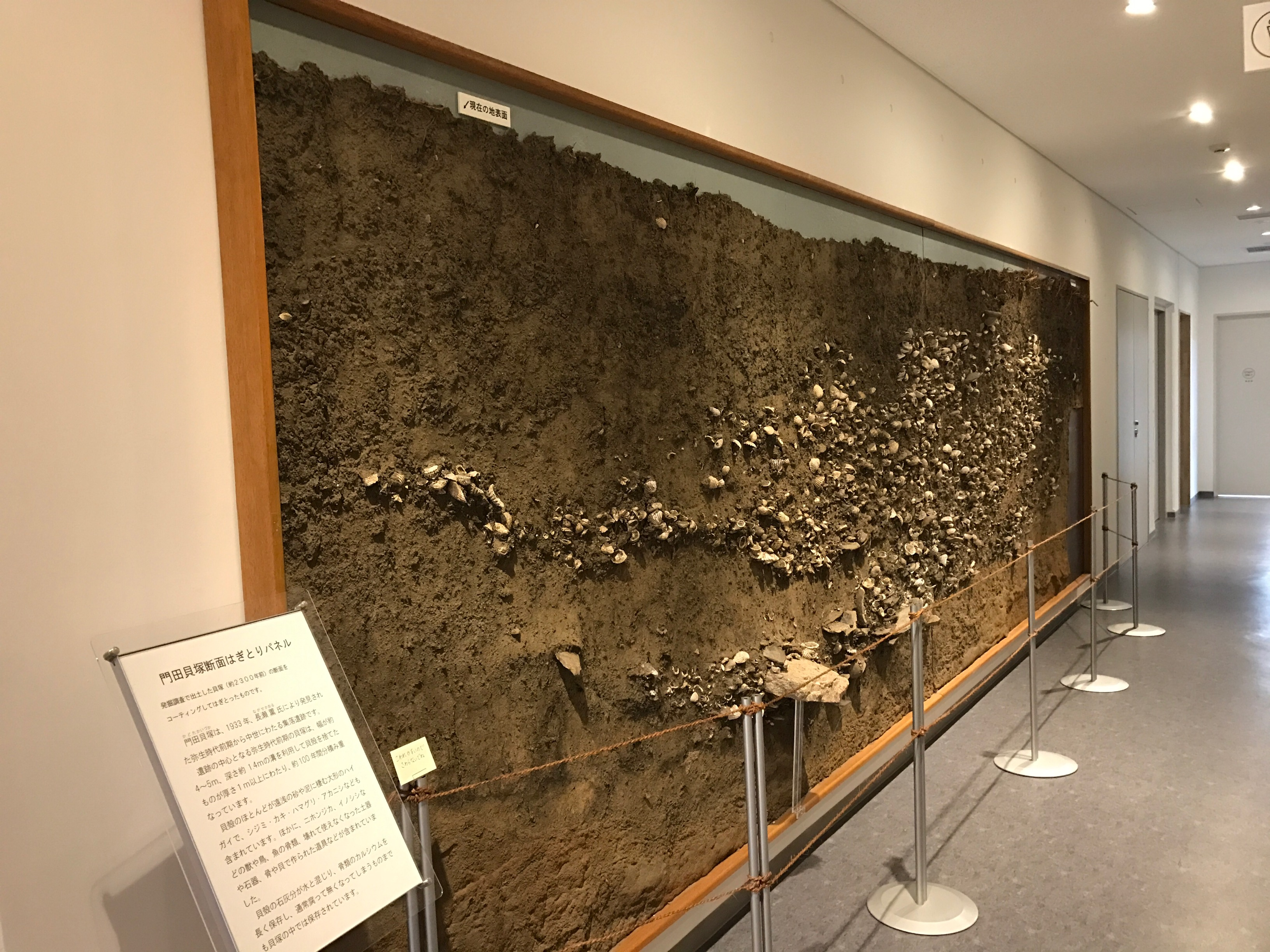
瀬戸内市民図書館もみわ広場にある貝塚断面の剥ぎ取り展示

遺跡の中心部分は標高約2.4メートルで、東西約100メートル、南北約50メートルの範囲に広がり、貝塚を初めとする弥生時代の前期の遺物包含層・土壙などの遺構や遺物が出土している。
弥生前期の遺構面では4～5メートル幅の溝が数条発掘され、溝の中からハイガイ･ヤマトシジミ・ハマグリ･カキなどの貝殻が多数検出している。また、イノシシ･シカ･タヌキ･鳥･魚などの獣骨や骨角器も見つかっている。「門田式」と呼ばれる前期後半の弥生土器が出土しており、瓶の中からは籾の跡も確認されている。門田式土器は瀬戸内海沿岸地方の年代測定を行う場合の指標となっている。
中期になると建物（住居）跡が確認でき、竪穴建物が営まれていたことがわかる。また、壷・瓶・製塩土器や石器・臼玉が出土し、製塩が行われていたことが確認できる。古墳時代にかけても同様の生活様式が営まれていた。

### 奈良時代・平安時代
奈良時代・平安時代の遺構面では、掘立柱建物の跡が確認されており、大きな建物が存在していたようである。焼き物の硯も出土しており、役所跡ではないかと推察されている。また、近畿地方で作られた緑釉陶器が出土している。

### 鎌倉時代
鎌倉時代の遺構面では、建物の柱穴や井戸が確認された。中国製磁器、近畿製瓦、須恵器、土師器、備前焼など多数の陶磁器が出土している。